# Nouakchott Kings
Nouakchott Kings (ar. نواكشوط كينغ) – mauretański klub piłkarski grający w mauretańskiej pierwszej lidze, mający siedzibę w mieście Nawakszut.

## Sukcesy
- Puchar Mauretanii[1]:
  - zwycięstwo (2): 2013, 2022
  - finał (1): 2018

## Występy w afrykańskich pucharach
| Sezon     | Rozgrywki           | Runda   | Kraj                     | Klub                   | Dom | Wyjazd | Dwumecz |
| --------- | ------------------- | ------- | ------------------------ | ---------------------- | --- | ------ | ------- |
| 2018/2019 | Puchar Konfederacji | wstępna | Wybrzeże Kości Słoniowej | Stade d’Abidjan        | 1–2 | 1–0    | 2–2     |
| 2022/2023 | Puchar Konfederacji | wstępna | Gwinea                   | AS Ashanti Golden Boys | 1–0 | 0–2    | 1–2     |

## Stadion
Domowe mecze klub rozgrywa na stadionie o nazwie Stadion Olimpijski w Nawakszucie, który może pomieścić 40 000 widzów.

## Reprezentanci kraju grający w klubie od 2016 roku
Stan na styczeń 2023.
| - Ahmed Belkheir - Mohamed Salem Dianos - El Moustapha Diaw - Sidi Ahmed El-Abd - Lemrabott El Hacen - Mohamed Lemine Hawbott - Yacoub Kaboré - Mouhamed Khay Lejouade - M’Backé N’Diaye | - Dahmed Ould Teguedi - Sid Ahmed Rachid - El Moctar Salem - Amar Djiby Samb - Abderrahmane Sy - Mamadou Sy - Sidi Touda - Cheikhou Sallé Traoré - Karamogho Moussa Traoré |